# Квинцано (Болоња)
Квинцано (итал. Quinzano) је насеље у Италији у округу Болоња, региону Емилија-Ромања.
Према процени из 2011. у насељу је живело 366 становника. Насеље се налази на надморској висини од 497 м.